# Choren Chaczatrian
Choren Armenakowicz Chaczatrian (ros. Хорен Арменакович Хачатрян, orm. Խորեն Արմենակի Խաչատրյան; ur. 16 marca 1923 w Erywaniu, zm. 10 marca 1977 tamże) – radziecki wojskowy i uczony w zakresie nauk rolniczych, major w stanie spoczynku, Bohater Związku Radzieckiego (1945).

## Życiorys
Był Ormianinem. Skończył 10 klas szkoły średniej, od lipca 1941 służył w Armii Czerwonej, w 1942 ukończył wojskową szkołę piechoty w Suchumi. Od grudnia 1942 uczestniczył w wojnie z Niemcami, w 1944 został przyjęty do WKP(b), był dowódcą plutonu 390 pułku strzeleckiego 89 Dywizji Strzeleckiej w składzie Armii Nadmorskiej 4 Frontu Ukraińskiego w stopniu porucznika. 9 maja 1944 wyróżnił się podczas walk o górę Gornaja na Krymie, gdzie jego pluton przełamał niemiecką obronę i zadał wrogowi duże straty, według oficjalnych danych zabijając 43 i biorąc do niewoli 97 żołnierzy. W kwietniu 1946 został zwolniony do rezerwy w stopniu kapitana. W 1948 ukończył Erywański Instytut Rolniczy, później pracował w nim jako asystent i adiunkt. Później został kierownikiem wydziału maszyn rolniczych Armeńskiego Instytutu Rolniczego, od 1962 do 1972 był dyrektorem Armeńskiego Naukowo-Badawczego Instytutu Mechanizacji i Elektryfikacji Gospodarki Rolnej, w 1967 został członkiem korespondentem Wszechzwiązkowej Akademii Nauk Rolniczych im. Lenina, od 1964 był doktorem nauk technicznych, a od 1966 profesorem. Napisał ok. 150 prac naukowych, w tym 5 książek. 18 kwietnia 1975 otrzymał stopień majora.

## Odznaczenia
- Złota Gwiazda Bohatera Związku Radzieckiego (24 marca 1945)
- Order Lenina (24 marca 1945)
- Order Czerwonego Sztandaru (16 marca 1945)
- Order Wojny Ojczyźnianej II klasy (5 lipca 1944)
- Order Czerwonego Sztandaru Pracy (dwukrotnie, 23 maja 1966 i 8 czerwca 1971)
- Order Czerwonej Gwiazdy (17 października 1944)
- Medal za Odwagę (29 grudnia 1943)

I inne.